# João David Nunes
João Aurélio David Nunes é um profissional de rádio (radialista) português nascido, em Lisboa, no ano de 1947. Foi colega de liceu de José Nuno Martins. Começou como Realizador e Apresentador de Programas de Rádio, em 1964, na Rádio Clube Português. Colaborou também no conhecido programa Em Órbita.
Em março de 1979, foi um dos fundadores da Rádio Comercial, da qual foi director de programas durante vários anos. A estação, sob a sua direcção, apresentou alguns dos programas mais marcantes em Portugal. Como locutor apresentou programas até 1989. 
Depois foi administrador da RDP (1989-1990) e da RTC (de 1990 a 1993). A sua voz é ainda bastante reconhecida por dar voz a muitos trailers de cinema.

## Locutor
Em rádio, fez, entre outros, os seguintes programas:
- De Música

Módulo, Dois Pontos, Vértice, A Idade do Rock, Espaço 3P, Gong, Pedras Rolantes
Em Órbita com Jorge Gil
Trópico de Dança com Miguel Esteves Cardoso
A Escola do Paraíso com Miguel Esteves Cardoso e David Ferreira
- Populares

Clube das Donas de Casa com Henrique Mendes e Maria João Aguiar 
Quando o Telefone Toca com Matos Maia
- De Filosofia e Psicanálise

W com Miguel Esteves Cardoso
O Homem no Tempo com João Sousa Monteiro (2 livros publicados a partir do programa)
- De Literatura

Nós e os Livros com Luísa Costa Gomes
Cartas do México com Manuel Hermínio Monteiro
Novos Poetas com Manuel Hermínio Monteiro (3 livros publicados a partir do programa) 
Fernando Pessoa no ano do 50° aniversário da sua morte
- De Actualidade

Marcas de Um Século, Fogo Cruzado com Maria Elisa
- De Economia

A Bolsa e A Vida com Fernando Ulrich
E ainda:
- Reportagens em todo o país sobre diversos assuntos
- Reportagens dos principais Festivais de Jazz (Montreux, Newport, Cascais) e de Cinema (Cannes, Veneza, Los Angeles)
- Reportagens de Grandes Concertos de Música em todo o mundo
- Entrevistas com grandes personalidades da Música, Cultura, Economia e Política
- Lançou os programas de Economia na Rádio com Francisco Saarsfield Cabral e depois com Camilo Lourenço e Horácio Piriquito

## Cargos Ocupados
Alguns cargos que ocupou:
- Consultor de Marketing e Publicidade
- Produtor e Apresentador de vários Programas de Televisão
- Colaborador em vários Jornais e Revistas
- Colaborador em várias Realizações Teatrais e Cinematográficas
- Director de Produção da Rádio Universidade (1967/1970)
- Director Comercial do RCP e RDP (1975/1977)
- Director do Programa 1 da RDP (1978)
- Director da Rádio Comercial de que foi fundador (1979/1989)
- Presidente do Conselho de Administração da Imavox (1981/1982)
- Membro do Conselho Português de Publicidade (1984/1990)
- Administrador da Radiodifusão Portuguesa (1989/1990)
- Presidente do Conselho de Gerência da RTC (1990/1993)
- Presidente da Rádio Comercial (após a sua privatização)
- Director do Centro Nacional de Cultura, Director do Clube Português de Imprensa, Membro da Confederação Portuguesa dos Meios de Comunicação Social,  Membro do Conselho de Opinião da RTP
- Administrador da Publimetro, Publicarris e Transpublicidade, CEO da TCS, Administrador da Media Capital Outdoor.
- Director-Geral das publicações Briefing e Advocatus

## Especialista em direitos de autor
Entre outras coisas afirma que "...ao comprar uma obra não estamos a remunerar o autor..." e que guardar uma foto num disco rígido é uma "improbabilidade estatística".